# Magyar Lajos (labdarúgó, 1947)
Magyar Lajos (Újpest, 1947. október 4. – 2009. augusztus 7.) bajnoki bronzérmes labdarúgó, kapus.

## Pályafutása
1960-ban lett a Vasas Izzó igazolt játékosa. Majd 1968-ig az Újpesti Dózsa csapatában szerepelt. 1969 és 1977 között a Salgótarjáni BTC kapusa volt. Tagja volt az 1971–72-es bronzérmes csapatnak. 1978-ban a Nagybátonyi Bányász igazolta le.
Pályafutását 1983-ban Fóton fejezte be.

## Sikerei, díjai
- Magyar bajnokság
  - 3.: 1971–72